# Rosa Lowinger
Rosa Lowinger est une écrivaine, conservatrice et restauratrice d'art américaine, née en 1956 à Cuba. Elle est l'autrice de Tropicana Nights: The Life and Times of the Legendary Cuban Nightclub et de divers articles sur la culture cubaine, l'art moderne et l'architecture. Elle est spécialisée dans les voyages culturels à Cuba, plus particulièrement axés sur la vie nocturne de l'époque pré-Castro, l'art contemporain et l'architecture.

## Vie personnelle et éducation
Les grands-parents de Rosa Lowinger quittent l'Europe dans les années 1920 pour arriver à Cuba, où elle naît en 1956. En 1961, deux ans après la prise de pouvoir de Fidel Castro, la famille Lowinger décide de quitter l'île pour s'installer à Miami quand Rosa n'a alors que quelques années,,. Elle étudie à l'Université Brandeis, où elle obtient un baccalauréat ès arts en beaux-arts et en histoire de l'art en 1978. Elle poursuit ses études avec une maîtrise ès arts en histoire de l'art et un certificat en conservation de l'art de l'Institut des beaux-arts de l'Université de New York en 1982,.

## Carrière

### Conservation et restauration de patrimoine bâti

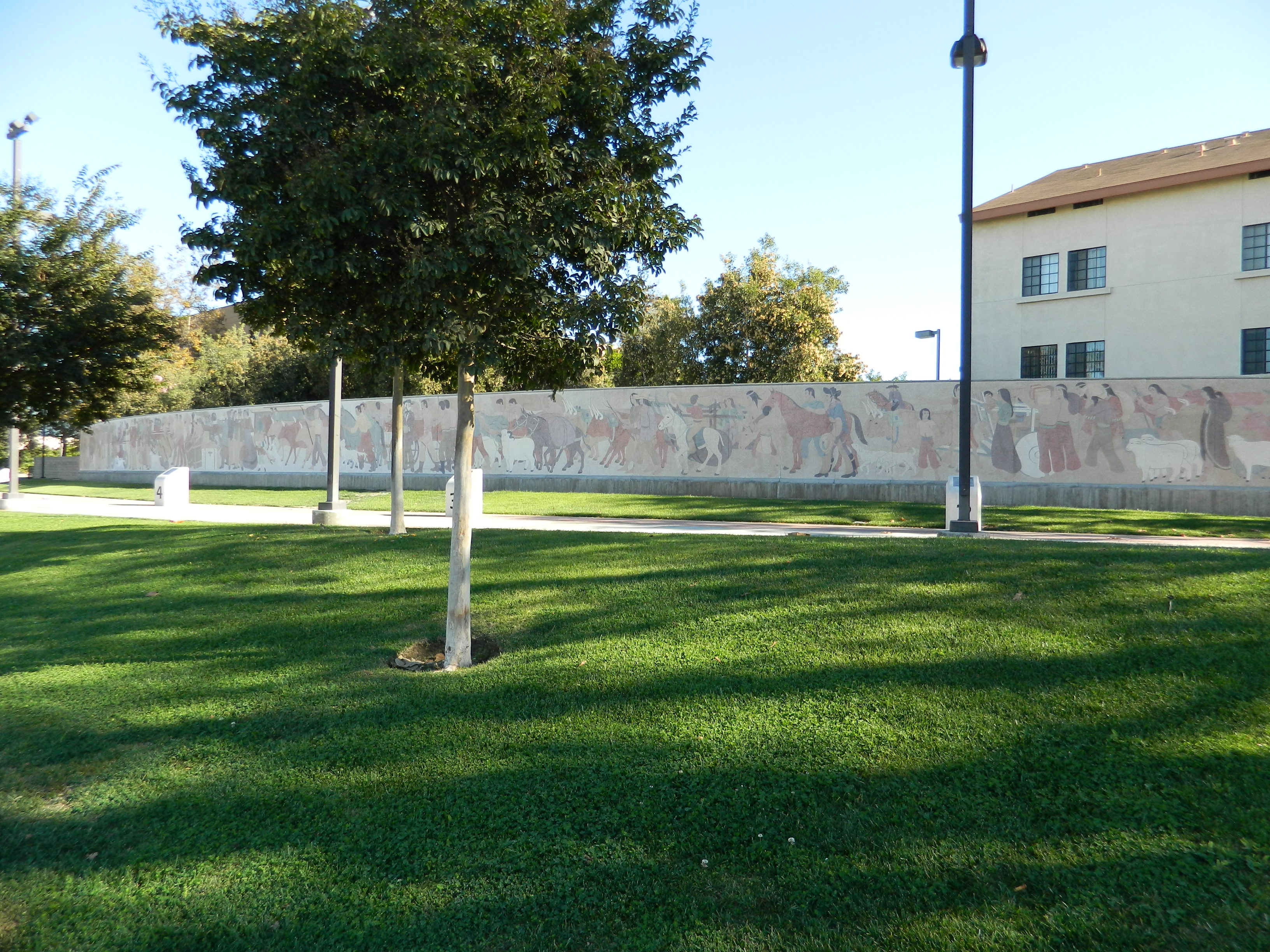
Fresque murale History of transportation à Inglewood

Rosa Lowinger se fait connaître pour ses compétences dans le domaine de la conservation du patrimoine bâti, un sujet qui englobe l'art, l'architecture, les collections de musées et les espaces publics. Elle exerce le métier de restauratrice d'art depuis 1982, d'abord à Philadelphie, puis à Charleston, en Caroline du Sud, puis à Los Angeles. Elle supervise des chantiers de restaurations à grande échelle. C'est le cas notamment de la fresque murale History of Transportation d'Helen Lundeberg à Inglewood, en Californie, de la restauration des Watts Tower de Sam Rodia en 1989 ou encore du chantier d'étude et de restauration des sculptures dans l'espace public de Los Angeles en 1996.
En 2008, elle reçoit le Prix de Rome en conservation de l'Académie américaine de Rome pour ses recherches sur l'histoire du vandalisme contre l'art et l'espace public,.
La même année, elle crée Rosa Lowinger and Associates (RLA), une entreprise de conservation avec des bureaux à Miami et Los Angeles. Elle travaille autant pour des institutions publiques que des entreprises privées, notamment la ligne Gold de la Los Angeles Metropolitan Transit Authority vers Pasadena et la Fondation pour les Arts et la Culture de l'Etat d'Hawaï (en).
À la suite du tremblement de terre de 2010 en Haïti, Rosa Lowinger et la restauratrice de peintures Viviana Dominguez sont embauchées par la Smithsonian Institution et le Haïti Cultural Recovery Center pour enlever les trois peintures murales restantes de la cathédrale effondrée de Sainte Trinité à Port-au-Prince. Ces peintures murales comprennent des représentations de la Cène de Philome Obin, la Procession à Cana de Préfète Duffaut et le Baptême du Christ de Castera Bazile.
Rosa Lowinger organise une exposition sur le Marine Stadium (en) de Miami en 2013 au Coral Gables Museum intitulée Concrete Paradise : Miami Marine Stadium,,. En 2016, elle co-organise Promising Paradise : Cuban Allure, American Seduction au Wolfsonian Museum (en) de Miami Beach.

### Travail d'écriture et liens avec Cuba
Dans les années 1990, elle retourne à Cuba pour la première fois depuis la fuite de sa famille vers Miami. Par la suite, elle commence de nombreux travaux sur place, sur la conservation du patrimoine bâti mais aussi sur la culture cubaine de manière générale qui l'amène à organiser des visites thématiques sur l'art contemporain et l'architecture.

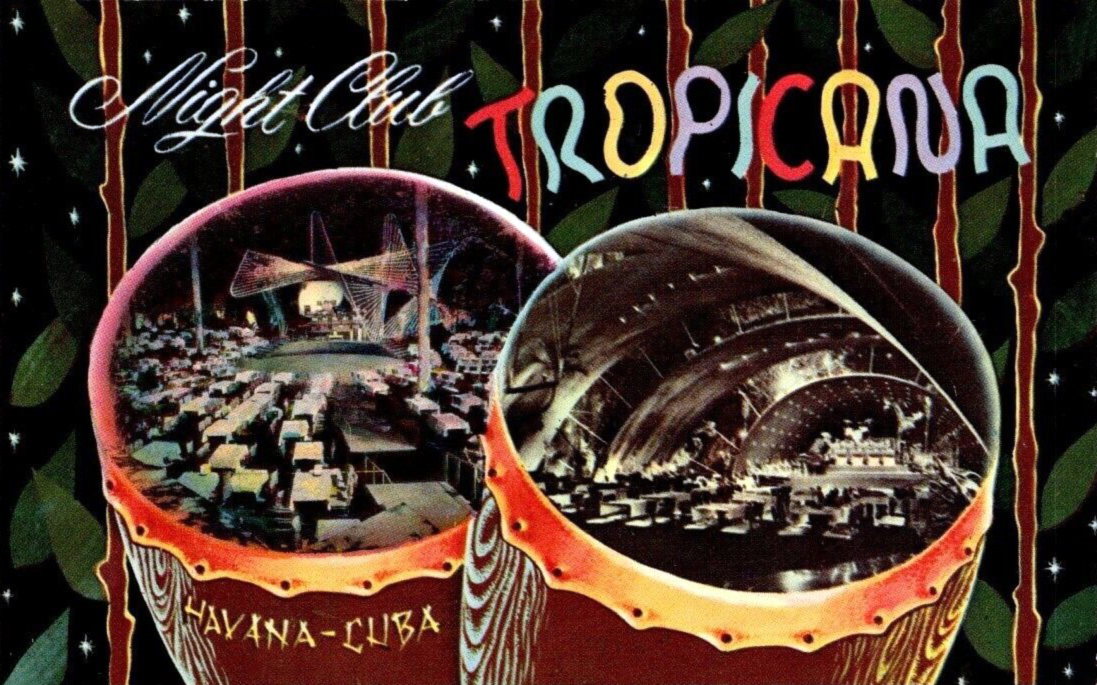
La Habana - Club Tropicana

Ces recherches l'amène à publier son premier ouvrage Tropicana Nights: The Life and Times of the Legendary Cuban Nightclub est un récit non-fictionnel de la célèbre discothèque cubaine des années 1950,. Publié en 2005 et co-écrit par Ofelia Fox (en), veuve du propriétaire du Tropicana, Martin Fox, Tropicana Nights est considéré comme une référence sur la vie nocturne de La Havane à l'époque pré-Castro et la source de nombreux documents originaux utilisés dans d'autres livres sur cette période,.
Rosa Lowinger est également l'autrice de The Encanto File, une pièce sur le chantage à Miami, produite au Judith Anderson Theatre par Women's Project and Productions en 1991 et de nombreux articles sur l'art cubain contemporain,.
En 2023, elle publie Dwell Time, a memoir of art, exil and repair, retraçant son histoire familiale et le parcours qui lui a permis de redécouvrir le patrimoine cubain. Rosa Lowinger affirme s'être inspiré du mémoire de Primo Levi, The Periodic Table, pour la structure de ce livre. Cet écrit lui sert aussi à créer des parallèles entre les matières qu'elle restaure pour son activité professionnelle et son histoire familiale ,.

## Publications
- (en) Tropicana Nights: The Life and Times of the Legendary Cuban Nightclub, Coralstone, 2016 (ISBN 0989808521), p. 438
- (en) Promising Paradise: Cuban Allure, American Seduction (catalogue de l'exposition du même nom), Floride, The Wolfsonian–Florida International University, 2019, 112 p. (ISBN 9780996869959)
- (en) Dwell Time: A Memoir of Art, Exile, and Repair, Row House Publishing, 2023, 360 p. (ISBN 1955905274)

## Prix
- 2005 – Fondation Amistad, prix de compréhension interculturelle pour Tropicana Nights: The Life and Times of the Legendary Cuban Nightclub[30]
- 2008 – Prix de Rome en conservation de l'Académie américaine de Rome 2008-2009 pour ses recherches sur l'histoire du vandalisme contre l'art dans l'espace public,[11]